# Jorge Nolasco
Jorge Nolasco (Buenos Aires, 26 agosto 1958 – Buenos Aires, 17 giugno 2017) è stato un attore, regista teatrale e insegnante argentino.

## Carriera
Da giovane, dotato di lineamenti marcati, occhi chiari e capelli biondi è divenuto noto alla TV argentina nei primi anni '90, dove, di solito, interpretava ruoli secondari. Venne successivamente apprezzato dalla critica, soprattutto in campo cinematografico. Ha studiato recitazione con Lito Cruz e Augusto Fernandes e recitato nella commedia musicale con Ricky Pashkus, Carlos Gianni e Mariano Moruja. Ha studiato canto con Marcela Pietrokovsky  e Moira Santa Ana . Ha mosso i suoi primi passi con Omar Bordachar.
Nel cinema recita in film come, Lo stesso amore, la stessa pioggia, diretto da Juan José Campanella, insieme a Ricardo Darín e Soledad Villamil, Campo Cerezo, diretto da Patricia Martín García con Marta Bianchi e El mismo amor, la misma lluvia protagonista, per la regia di Fredy Torres e accompagnato da Lito Cruz. 
In televisione ha partecipato a diverse fiction e miniserie: Padre Coraje, Hombres de honor, Alma pirata, Malparida, Historias de corazón, Chiquititas, 099 central e Campeones de la vida. 
Come regista, ha diretto la commedia Volpone di Ben Jonson adattata da Mauricio Kartún e David Amitín. Ha insegnato gratuitamente racitazione per conto dell'Associazione argentina attori. Fu inoltre collaboratore impegnato e attivo dell'associazione attori argentini.

## Vita privata
Dal 1998 e fino alla sua morte, era legato sentimentalmente con l'autrice e regista Gabriela Fiore, figlia del famoso attore Roberto Fiore (1936-2006), con il quale ebbe un figlio di nome Giuliano. Dal suo precedente matrimonio aveva avuto un'altra figlia, Lola. Suo figlio Julian Nolasco è un attore e rapper argentino.

## Morte
Nella mattinata del 17 giugno 2017 morì d' infarto all'età di 58 anni. Dopo un'autopsia, i suoi resti vennero epolti nel Pantheon dell'Associazione degli attori argentini, nel cimitero di La Chacarita.

## Filmografia
| Anno | Titolo                         | Personaggio     | Regista                |
| ---- | ------------------------------ | --------------- | ---------------------- |
| 2015 | Abismo (corto)                 |                 | Gisela Peláez          |
| 2010 | La campana                     | Juan            | Fredy Torres           |
| 2009 | Campo Cerezo                   |                 | Patricia Martín García |
| 1999 | El mismo amor, la misma lluvia | Attore teatrale | Juan José Campanella   |

## Televisione
| Anno      | Titolo                                                                    | Personaggio         | Canale            | note                                  |
| --------- | ------------------------------------------------------------------------- | ------------------- | ----------------- | ------------------------------------- |
| 1992      | Renzo e Lucia - Storia d'amore di un uomo d'onore (Cosecharás tu siembra) |                     | Canal 9           | Attore cast                           |
| 1996      | Por siempre mujercitas                                                    |                     | Canal 9           | Attore cast                           |
| 1998      | Socios y más                                                              |                     | El Trece          | Ruolo secondario                      |
| 1998      | Chiquititas                                                               |                     | Telefe            | Attore cast                           |
| 1999      | Campeones de la vida                                                      |                     | El Trece          | Attore cast                           |
| 2000      | Primicias                                                                 | Pereyra             | El Trece          | Attore secondario                     |
| 2000      | Ilusiones                                                                 | Román Castillo      | El Trece          | Attore cast                           |
| 2002      | Batticuore (Máximo corazón)                                               | Mariano Duvafi      | Telefe            | Attore secondario                     |
| 2002      | Los simuladores (ep. '"Marcela y Paul" e "Un trabajo involuntario")       | Mr. Pasternak       | Telefe            | Attore cast                           |
| 2002      | 099 central                                                               | Ignacio Ruiz        | El Trece          | Attore cast                           |
| 2003      | Durmiendo con mi jefe                                                     | L'avvocato di Edith | El Trece          | Attore cast                           |
| 2004      | Padre Coraje                                                              | Roly                | El Trece          | Attore ospite                         |
| 2005      | Hombres de honor                                                          | Nello Calvi         | El Trece          | Cattivo secondario                    |
| 2006      | Alma pirata                                                               | Omar José Gerónimo  | Telefe            | Cattivo, principale ruolo antagonista |
| 2007      | Mujeres de nadie                                                          | Jorge Oltegui       | El Trece          | Attore ospite                         |
| 2010-2011 | Malparida                                                                 | Emiliano Brazenas   | El Trece          | Attore secondario                     |
| 2012      | Lobo                                                                      | Huertas             | El Trece          | Attore ospite                         |
| 2012      | El Pueblo del Pomelo Rosado                                               | Taranto             | TV pubblica       | Attore secondario                     |
| 2013      | Historias de corazón (ep. "La prof" )                                     | Omar                | Telefe            | Attore cast                           |
| 2017      | Love Divina (Divina, está en tu corazón)                                  | Gianfranco          | Super! - El Trece | Attore ospite                         |

## Teatro
Come attore:
- Cuesta abajo di Gabriela Fiore diretta da Luis Longhi
- La casita de los viejos di Mauricio Kartun diretto da Gabriela Fiore
- El sol en la cara diretto da Gabriela Fiore
- La basura no me asusta
- Retratos de una vieja leyenda, di Augusto Fernandes
- Éxodo con puesta di  Lito Cruz
- La ópera de los tres centavos di Betty Gambartes
- El príncipe y el mendigo
- Orestes el último tango di Betty Gambartes
- Ningún cielo más querido di Rodrigo Cárdenas

Come regista:
- 2016: Volpone.